# McDaniel-Nunatak
Der McDaniel-Nunatak ist ein aus Graten bestehender Nunatak im ostantarktischen Viktorialand. In den Prince Albert Mountains ragt er 8 km nördlich des Mount George Murray auf der Nordseite des Kopfendes des Davis-Gletschers auf. 
Der United States Geological Survey kartierte ihn anhand eigener Vermessungen und Luftaufnahmen der United States Navy aus den Jahren von 1956 bis 1962. Das Advisory Committee on Antarctic Names benannte ihn 1968 nach James R. McDaniel, Satellitengeodät auf der McMurdo-Station im antarktischen Winter 1966.